# راسيل إل. بليسدل
راسيل إل. بليسدل (بالإنجليزية: Russell L. Blaisdell)‏ هو عسكري أمريكي، ولد في 4 سبتمبر 1910 في هايفيلد في الولايات المتحدة، وتوفي في 1 مايو 2007.

## معرض صور

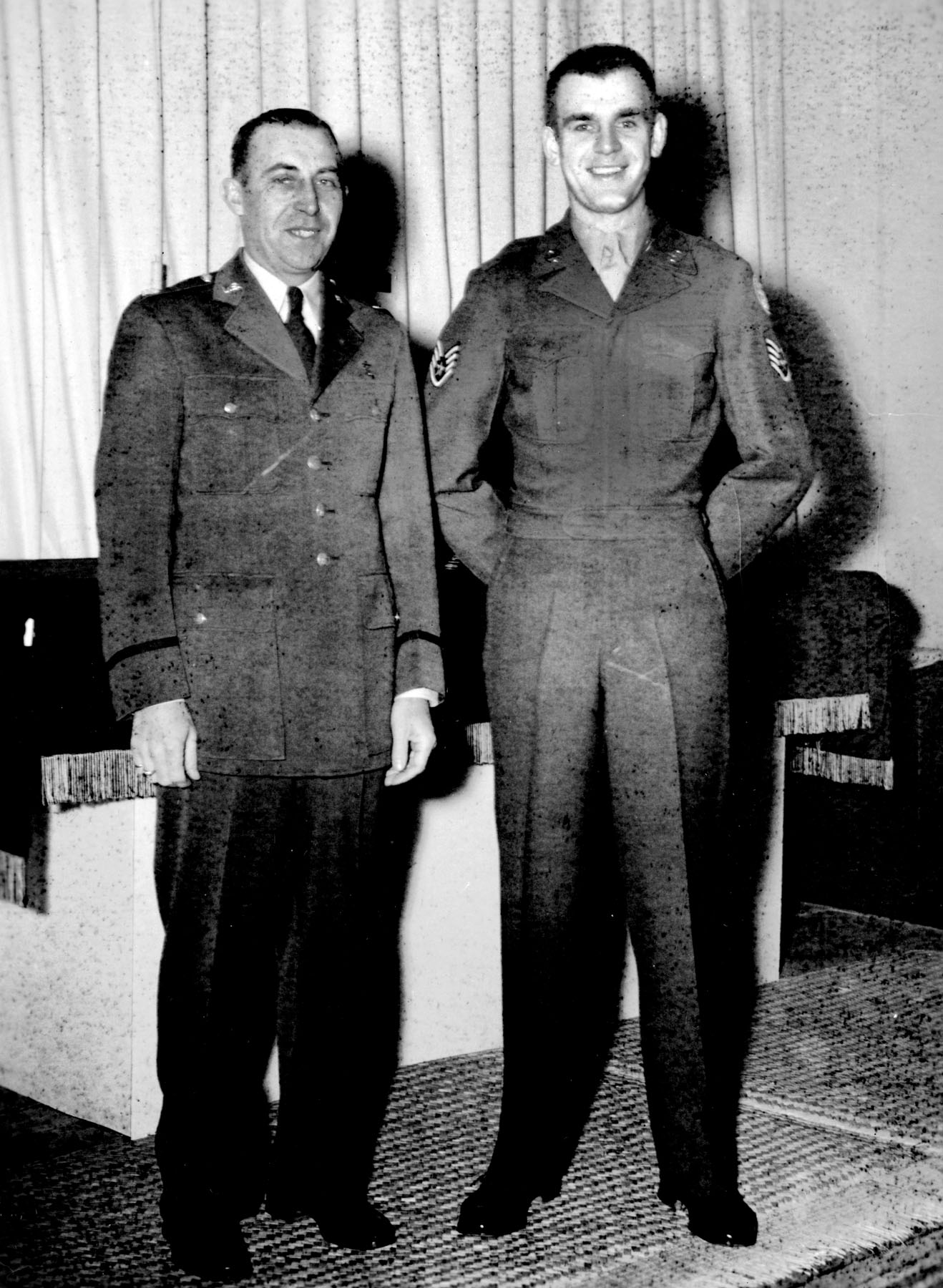
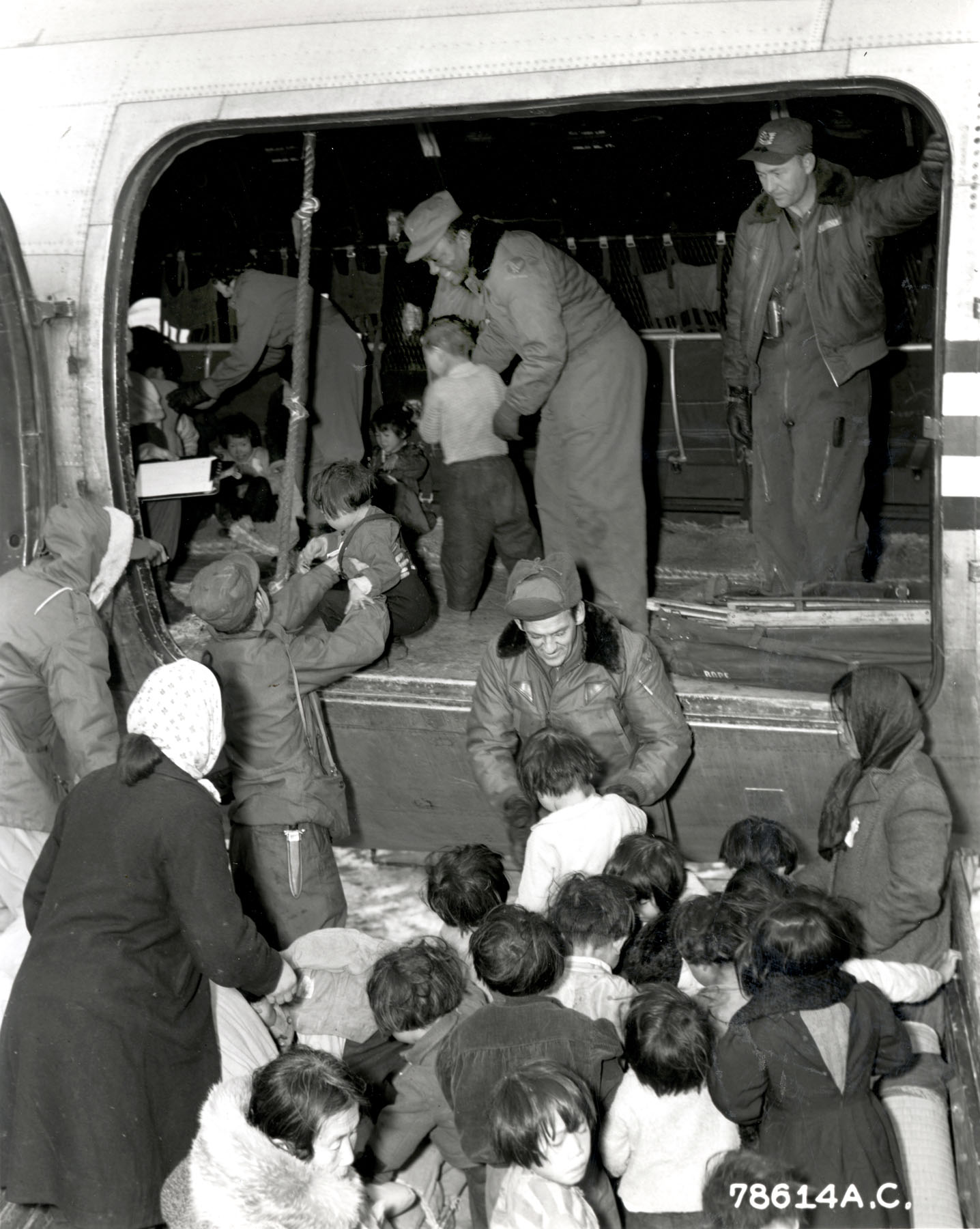
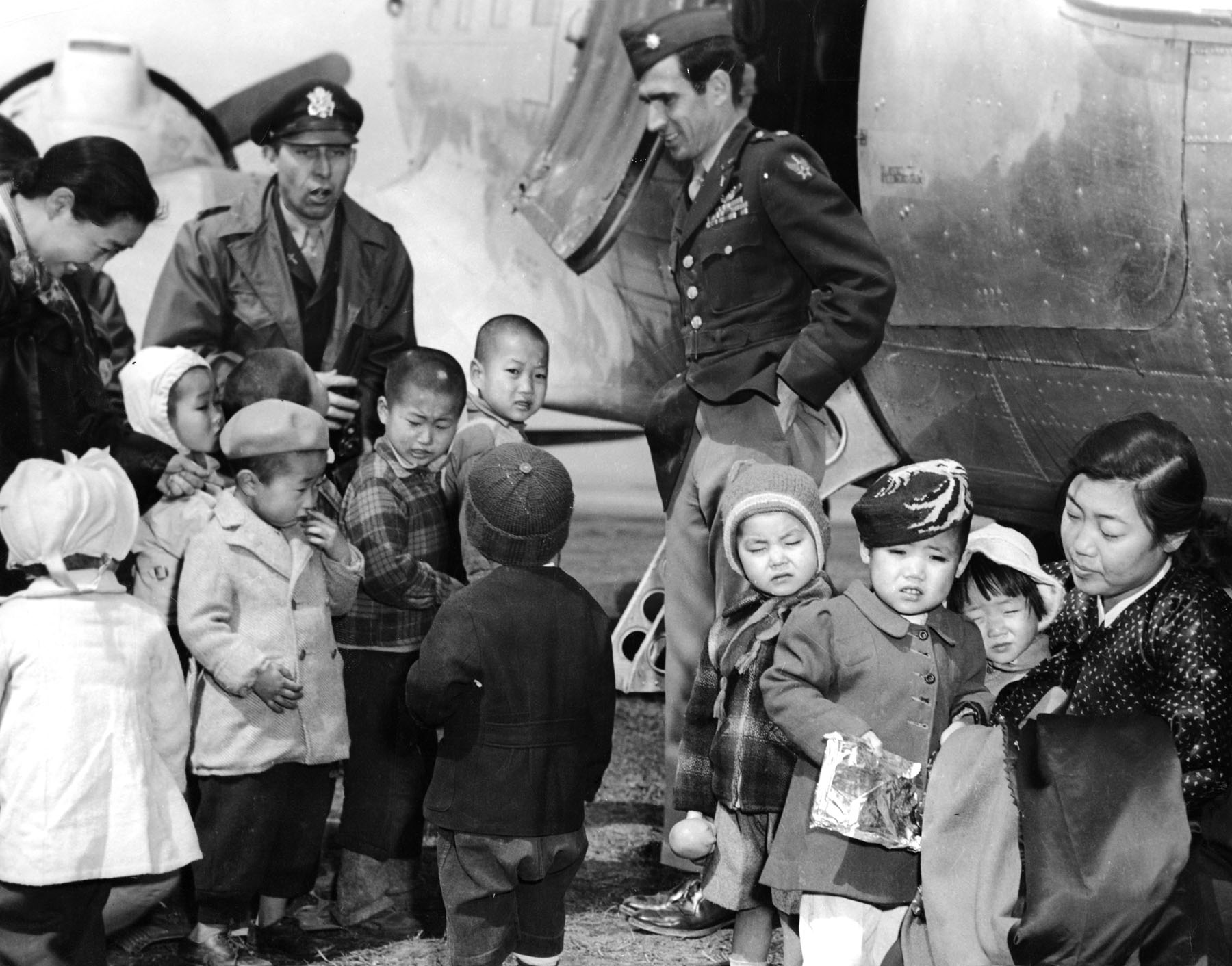
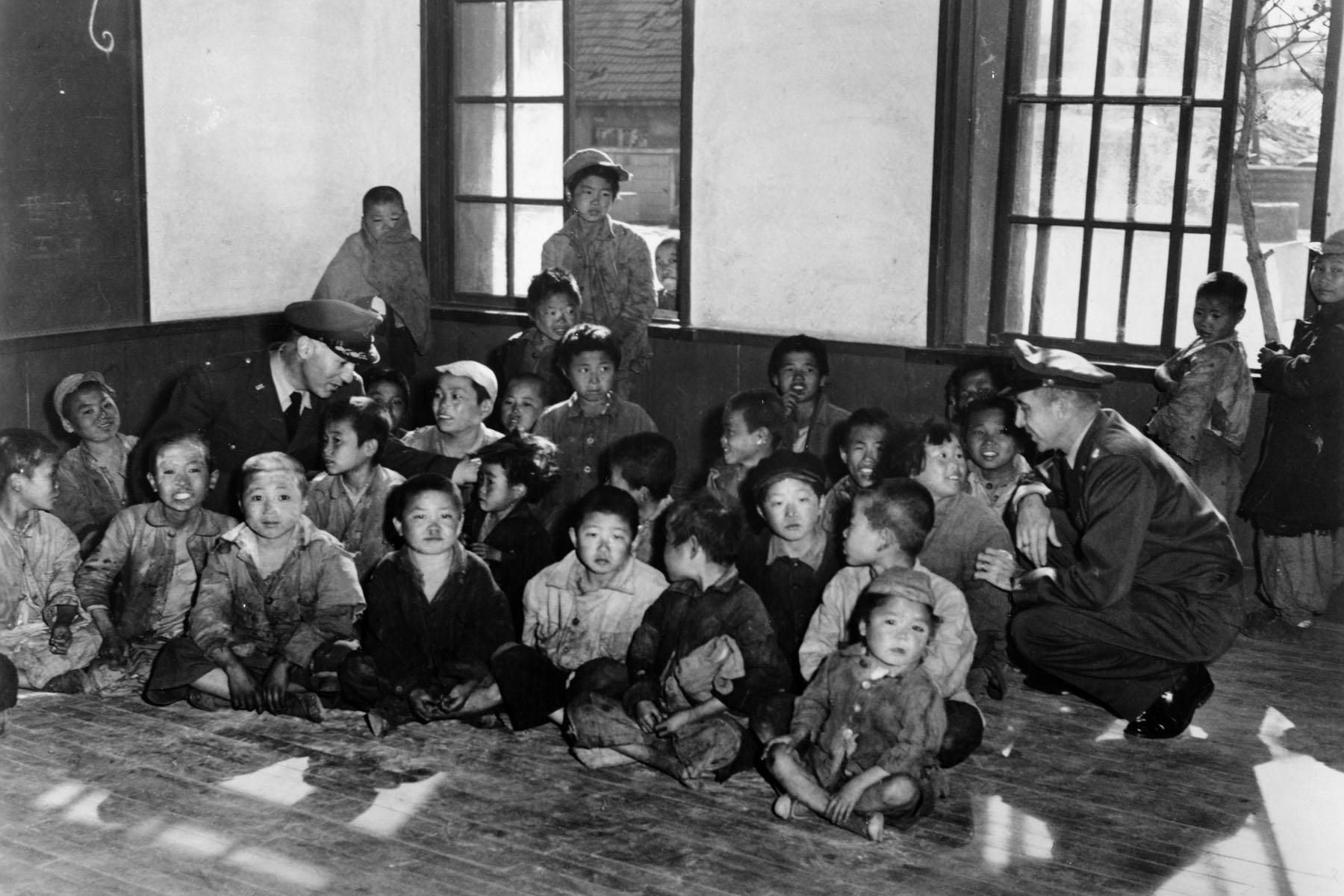
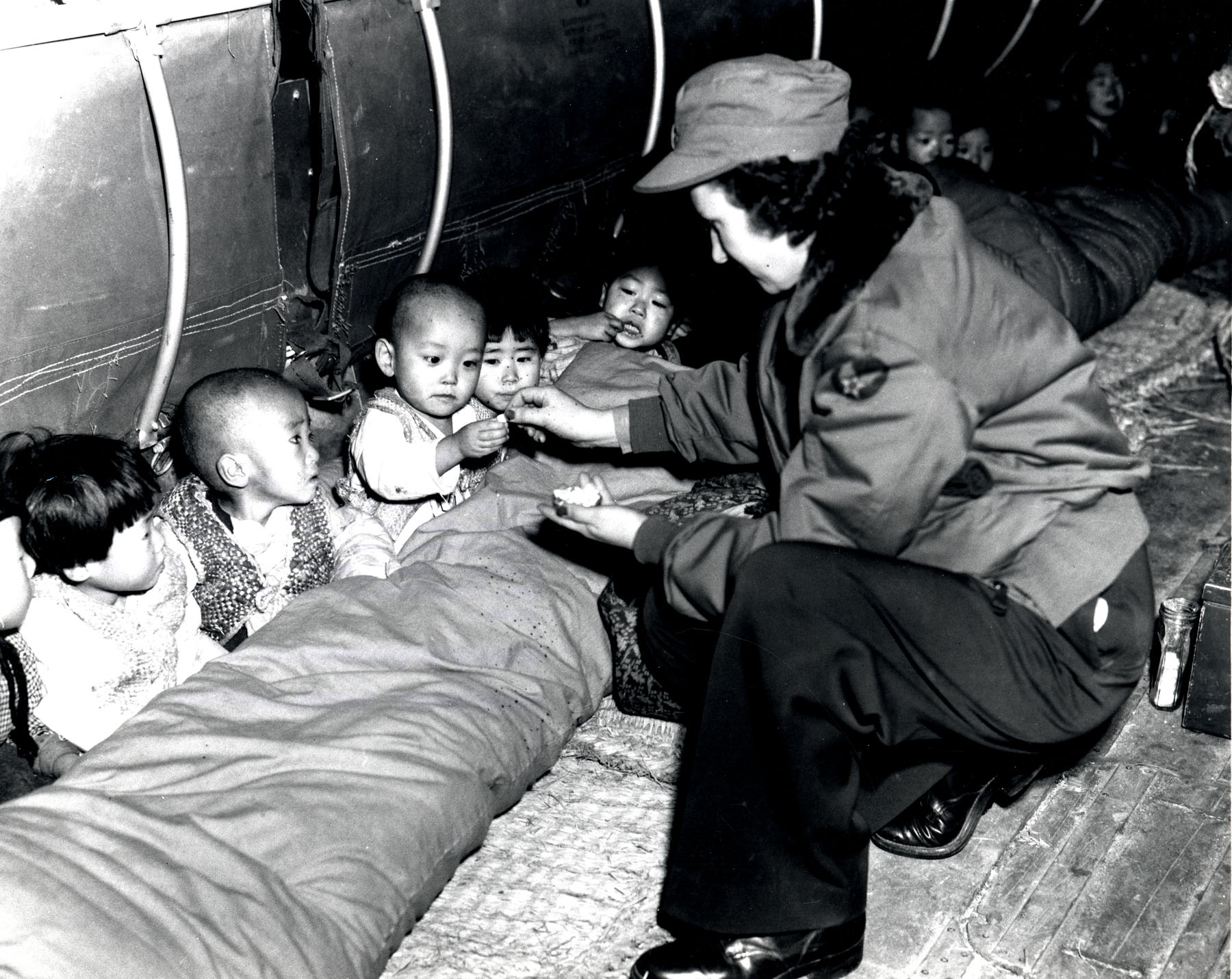
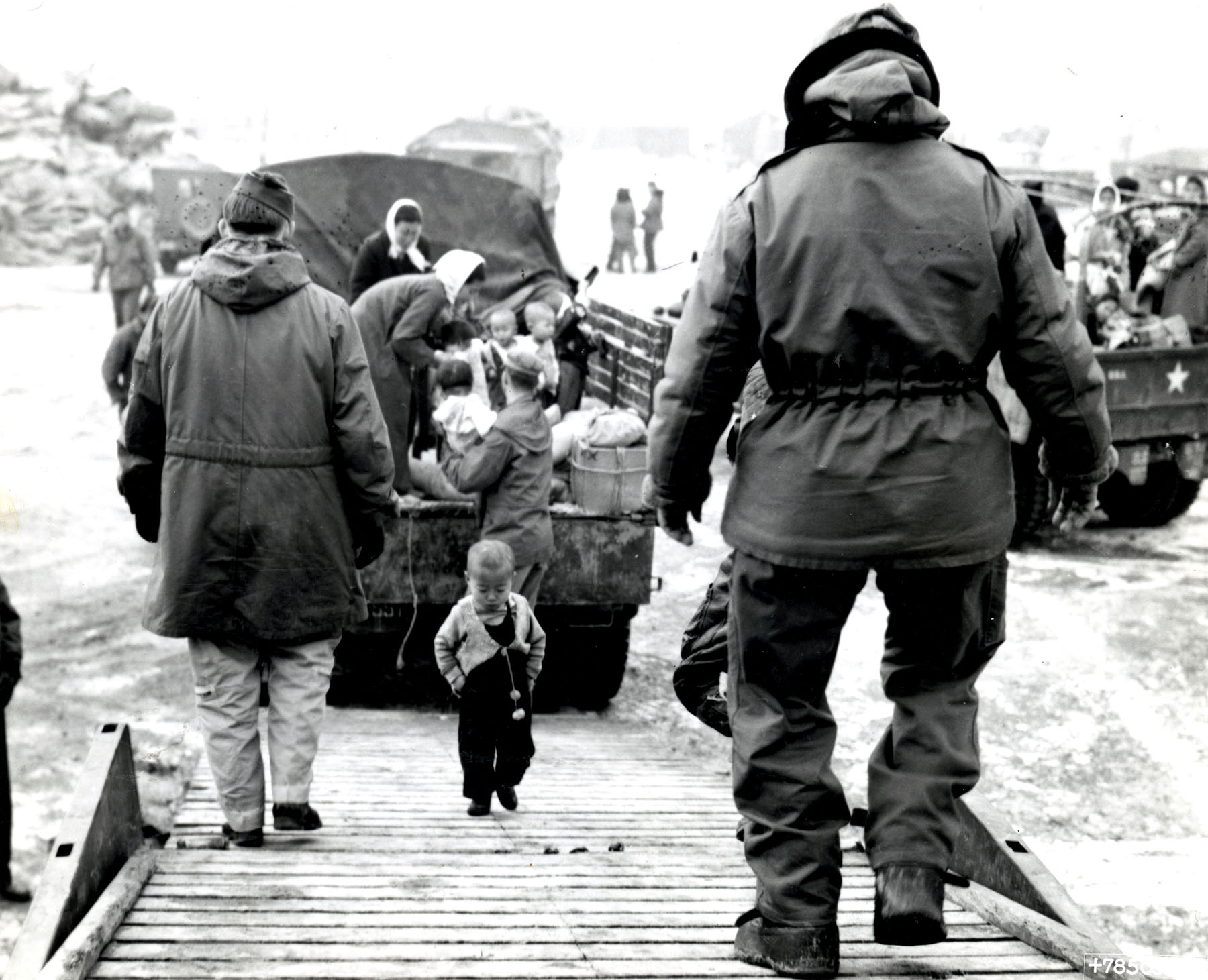